# SAFE Port Act
Lire en ligne

http://www.gpo.gov/fdsys/pkg/PLAW-109publ347/content-detail.html

Le SAFE Port Act (Security and Accountability For Every Port Act) est une loi américaine de 2006, signée par le président George W. Bush le 13 octobre 2006.

## Contexte
Le SAFE Port Act est l'une des vingt lois passées à la suite de la controverse (en) autour de Dubai Ports World (DB Ports) à la suite du projet de rachat de la compagnie émirienne de P&0, un opérateur britannique d'infrastructures portuaires très présent aux États-Unis.
La loi fut votée par la Chambre des représentants le 4 mai 2006 et par le Sénat (sous le nom Port Security Improvement Act of 2006) le 14 septembre 2006. Le 30 septembre 2006 les deux Chambres acceptèrent à l'unanimité la version du Comité de conférence du Congrès, et la loi fut promulguée par le président le 13 octobre 2006.

## Dispositions
Entre autres mesures, la loi créa le Transportation Worker Identification Credential (en) (TWIC), un programme d'identification biométrique ; pérennisa le programme Container Security Initiative (CSI), ainsi que le Customs Trade Partnership against Terrorism (en) (C-TPAT), en en faisant des obligations légales ; prévu des fonds pour améliorer la sécurité des infrastructures portuaires ainsi que pour le Integrated Deepwater System Program (en) ; prévu l'évaluation de la sécurité des ports étrangers.
L'initiative sur la sécurité des conteneurs (CSI) a été fondue dans un programme plus général, le Secure Freight Initiative (en), qui comporte aussi un volet (décrit à la section 203 du SAFE Port Act) dit Importer Security Filing (en) ou « 10 + 2 ».
Le SAFE Port Act créa aussi le Domestic Nuclear Detection Office (en) au sein du département de la Sécurité intérieure.

## Cavalier législatif: leUnlawful Internet Gambling Enforcement Act of 2006
Le titre VI de la loi est un cavalier législatif, qui concerne les paris sur Internet. Il est connu sous le nom d'Unlawful Internet Gambling Enforcement Act of 2006 (en).